# Województwo podkarpackie
Województwo podkarpackie (dansk: voivodskabet Nedrekarpater) er en administrativ del af det sydøstlige Polen, et af de 16 voivodskaber, der blev skabt, efter den administrative reform i 1999. Voivodskabets hovedstad er Rzeszów. Voivodskabet Nedrekarpater har et areal på 17.844 km2 og 2.101.732 indbyggere(2010), befolkningstætheden er på 117.8 personer pr km2.
Nedrekarpater voivodskab grænser op til voivodskabet Lillepolen mod vest, voivodskabet Święty Krzyż mod nordvest, voivodskabet Lublin mod nord, Ukraine mod øst og Slovakiet mod syd.
Voivodeskabet er mest bakket og bjergrigt, det nordvestlige hjørne er fladt. Det er et af de mest skovrige voivodeskaber med 35,9% af det samlede areal. I Nedrekarpaterne ligger Bieszczady Nationalpark og dele af Magura Nationalpark. Desuden er oprettelsen af Turnicki Nationalpark planlagt.

## Administration
Voivodskabet indeholder 51 byer. Disse er anført nedenfor i faldende rækkefølge efter befolkning (ifølge officielle tal fra 2019)
| 1. Rzeszów (194.886) 2. Przemyśl (60.999) 3. Stalowa Wola (60.799) 4. Mielec (60.366) 5. Tarnobrzeg (46.907) 6. Krosno (46.369) 7. Dębica (45.634) 8. Jarosław (37.585) 9. Sanok (37.381) 10. Jasło (35.063) 11. Łańcut (17.709) 12. Ropczyce (15.836) 13. Przeworsk (15.356) 14. Nisko (15.324) 15. Leżajsk (13.853) 16. Sędziszów Małopolski (12.357) 17. Lubaczów (12.018) 18. Nowa Dęba (11.152) 19. Ustrzyki Dolne (9.097) 20. Kolbuszowa (9.075) 21. Strzyżów (8.884) 22. Brzozów (7.463) 23. Rudnik nad Sanem (6.710) 24. Głogów Małopolski (6.654) 25. Boguchwała (6.179) | Dynów (6.129) Nowa Sarzyna (5.834) Jedlicze (5.736) Lesko (5.424) Radymno (5.279) Zagórz (5.095) Pilzno (4.912) Sokołów Małopolski (4.193) Rymanów (3.825) Tyczyn (3.824) Pruchnik (3.764) Radomyśl Wielki (3.231) Kańczuga (3.167) Zaklików (2.979) Oleszyce (2.974) Brzostek (2.752) Sieniawa (2.140) Błażowa (2.139) Narol (2.109) Dukla (2.061) Cieszanów (1.913) Iwonicz-Zdrój (1.787) Przecław (1.775) Baranów Sandomierski (1.456) Ulanów (1.422) Kołaczyce (1.409) Dubiecko (866) |

## Galleri
- Lubomirski familiens slot i Rzeszów
- Krasiczyn slot
- Den romersk-katolske kirke i Wisłok Wielki.
- Orthodoks trækirke i Rownia, nær Ustrzyki Dolne
- Synagogen i Lesko
- Hostel i Wetlina nær Bieszczady nationalpark
- Sine Wiry nær Bieszczady nationalpark